# Magyarnándor
Magyarnándor es un pueblo ubicado en el condado de Nógrád, Hungría.

## Superficie
Posee una superficie de 18,67 kilómetros cuadrados.

## Demografía
Hasta 2021 la población era de 998 habitantes, con una densidad de población de 53,45 habitantes por kilómetro cuadrado.